# 林有太郎
林有太郎（はやし ゆうたろう、1900年3月28日 - 1983年3月25日）は、日本の囲碁棋士である。愛知県出身。本因坊秀哉門下、日本棋院所属、九段。第4期本因坊戦挑戦者決定戦進出、首相杯争奪戦優勝などの実績を持つ。堅実な棋風から「小秀策」と称された。父は囲碁棋士の林徳蔵五段である。

## 生涯
林有太郎は1900年、愛知県豊橋市大村に生まれた。父の林徳蔵は豊橋市出身で、事業のために京都へ移住した後、1908年に本因坊家と方円社から二段を認められ、上京して専門棋士となった。徳蔵は1931年に60歳で没し、没後に五段を追贈された。有太郎は京都にいた9歳頃、父から囲碁の手ほどきを受けた。その後方円社に通ったが、12歳の時に父に連れられ本因坊秀哉のもとを訪れた。有太郎は八子で秀哉に勝利し、以降本因坊家で教えを受けることとなった。この頃、秀哉門下の小岸壮二や、後に入門した福田正義らと共に腕を磨いた。11歳頃には有太郎の棋譜が新聞に掲載され、解説者の野沢竹朝から「小秀策の面影がある」と評されている。
1917年、秀哉より初段を許され、1923年には四段に進んだ。1924年に日本棋院が設立され、1926年には福田正義と共に五段に昇段した。
1927年からの棋正社との院社対抗戦では6番手として出場し、雁金準一、小野田千代太郎、高部道平の棋正社棋士3名に勝ち抜く活躍を見せ、勇退した。1928年秋期の大手合で優勝し、翌1929年に六段へ昇段した。1940年には七段となる。1946年に始まった第4期本因坊戦では、第一次トーナメントを勝ち抜き第二次トーナメントに進出。決勝戦で木谷實と三番勝負を戦ったが、0勝2敗で敗れた。第5期本因坊戦では七段戦を勝ち抜き挑戦者決定リーグ戦に出場し、第8期リーグにも出場している。
1956年には第1期囲碁選手権戦の決勝に進出したが、木谷實に0勝2敗で敗れた。しかし、この大会で高松宮賞を受賞した。1962年には首相杯争奪戦の決勝で大窪一玄に勝利し優勝を果たした。同年、62歳で第2期名人戦リーグ入りを果たす。1963年に八段、1969年には69歳で九段に昇段した。
1983年3月25日、本因坊戦の予選対局を終えて帰宅後、羊羹を誤嚥し急逝した。当時82歳で現役最長老棋士であった。林有太郎は常に羽織袴姿で通し、対局中も正座を崩さないなど、謹厳で実直な人柄で知られた。

## 顕彰
- 大手合甲組優勝2回（1928年秋期、1936年春期）
- 大倉賞受賞（1978年）

## その他
長男が1957年に少年誘拐ホルマリン漬け事件を起こしている。